# Герб Лівану
Ліван ніколи офіційно не затверджувал герб чи емблему. Проте з моменту проголошення незалежності 7 грудня 1943 використовувалися різні неофіційні герби. 

## Опис
Складається з червоного щита з білим вигином, у який поміщене дерево — кедр. Герб дуже схожий на прапор Лівану, за винятком горизонтальної смуги на прапорі, що міняється на вигин.
Кедр — традиційний символ Лівану, пов'язаний із християнством, (див. Псалом 91:13 — «Праведник цвіте, як пальма, піднімається подібно кедру на Лівані»). Кедр є також символом безсмертя. В XVIII столітті кедр стає символом християнської секти Маронітів, що поширила свій вплив переважно в Сирії та Лівані.
Пізніше, коли Ліван став частиною французьких володінь, використовувався французький триколор із зображенням кедра в центрі прапора. Кольори прапора пізніше змінилися на червоний і білий, а кедр залишився незмінним. Червоний і білий колір ототожнюються із кланами каузитів і єменитів відповідно. Ці клани були найвпливовішими в Лівані з VII по XVIII століття. Пізніше білий колір прапора став означати чистоту снігу ліванських гір (ширше — чистоту помислів народу країни), червоний — кров, пролиту в боротьбі проти оттоманських, французьких і інших колонізаторів.